# Doctrine Estrada
La doctrine Estrada a été formulée par Genaro Estrada, ministre des Affaires étrangères du Mexique dans un document envoyé à tous les représentants du Mexique à travers le monde le 27 septembre 1930.
Elle représente le cœur de la politique étrangère idéale du Mexique de 1930 jusqu'à la première décennie de l'an 2000. Son nom vient de Genaro Estrada, ministre des Affaires étrangères pendant la présidence de Pascual Ortiz Rubio (1930–1932).
Elle a trait à la reconnaissance de l'État au niveau international. La reconnaissance d'un État est un acte unilatéral par lequel un État reconnaît comme effectif le gouvernement d’un autre État.
La doctrine Estrada fut l'instrument le plus influent et représentatif de la politique étrangère dans les années 1970, prétendant que les politiques étrangères ne devraient pas juger positivement ou négativement, les gouvernements et les changements de gouvernement des autres pays. De telles actions supposeraient une atteinte à leur souveraineté. Cette politique était basée sur les principes de non-intervention, des règlements pacifiques des différends et de l'autodétermination de tous les pays.

## La conjoncture
Le 12 septembre 1931, le Mexique est admis à la Société des Nations. C'était un événement significatif puisque depuis la création de l'organisation intergouvernementale, à la fin de la Première Guerre mondiale, il n'avait pas été invité, principalement à cause de problèmes non résolus entre les États-Unis et le Mexique. Au sein de cette organisation, le Mexique se positionne en faveur du droit international et les principes de non-intervention et d'autodétermination. Le gouvernement mexicain a toujours soutenu un règlement pacifique des différends et rejeté le recours à la force dans les relations internationales. Cela a donné au pays un prestige international important. Le Mexique réintègre la conférence panaméricaine d'où il avait précédemment exclu en raison du manque de reconnaissance, rejoignant ainsi ses voisins du sud, d'Amérique latine et de la Caraïbe. Le pays a gagné un prestige exceptionnel aux conférences de La Havane (1928) et Montevideo (1933) avec sa position en faveur de l'union de l'Amérique latine et du droit international.

Durant cette période, le Mexique a eu l'occasion de répandre sa position pour une pratique internationale de la reconnaissance diplomatique. Connu en tant que doctrine Estrada du nom du secrétaire aux Affaires étrangères, Genaro Estrada souligne le 27 septembre 1930 que :

« Le gouvernement du Mexique se limite à maintenir ou retirer quand il le considère approprié, ses agents diplomatiques et de continuer à accepter quand il le considère approprié des agents diplomatiques semblables que les nations respectives ont accrédité au Mexique, sans a priori, ni sur le coup, ni a posteriori sur le droit qu'ont les nations étrangères de maintenir ou substituer leurs gouvernements ou autorités. »

## Le contenu
La doctrine Estrada propose que sous l'établissement de facto de gouvernements dans d'autres pays, le Mexique n'est pas pour l'octroi d'une reconnaissance diplomatique car c'est considéré comme une pratique infamante. En nuisant à la souveraineté des autres nations, cela leur donne une position de vulnérabilité car leurs affaires internes peuvent être jugées par d'autres gouvernements, ce qui en fait suppose une attitude critique lorsqu'il se prononce sur la légitimité et la légalité des gouvernements étrangers. Le Mexique lui-même fut blessé par cette pratique si bien qu'il lui a été difficile d'avoir une reconnaissance de son indépendance. L'utilisation la plus étendue de la doctrine Estrada le fut dans les années 1970, quand le Mexique n'avait reconnu aucun des gouvernements des pays d'Amérique du Sud formés à la suite d'un coup d'État, la seule mesure que le Mexique puisse utiliser contre de tels gouvernements étant le retrait de sa mission diplomatique. 
En d'autres termes, la Doctrine Estrada revendique le fait que le Mexique ne devrait pas juger positivement ou négativement les gouvernements comme les changements de gouvernement d'autres pays, si tel n'était pas le cas, cela impliquerait une infraction à leur souveraineté. De plus, cette doctrine est basée sur les principes universellement reconnus d'autodétermination et de non-intervention qui sont considérés comme essentiels pour un respect mutuel et une coopération entre les nations. La doctrine Estrada indique que le Mexique ne doit pas juger, et donc ne doit ni reconnaître ni ne pas reconnaître les gouvernements issus de coup d'État au motif que cela serait une ingérence dans leur souveraineté.

## Le statut actuel
Durant l'administration Fox (2000-2006), les ministres des Affaires Étrangères Jorge Castañeda et Luis Ernesto Derbez ont essayé d'abandonner cette doctrine. Le résultat est appelé la doctrine Castañeda, mais la doctrine Estrada fut réellement abandonnée sous le président Felipe Calderón.

## Critiques
La plupart des critiques de la doctrine sont dirigées vers le fait de savoir si c'était moralement et politiquement valable ou non que le gouvernement mexicain reste “neutre” en présence de gouvernements qualifiés de dictatures.
Jorge Castañeda, qui plus tard sera secrétaire des Affaires étrangères durant deux ans au cours de l'administration Fox, critiquait en 1987 la politique étrangère du Mexique. Il déclarait :

« dans la politique étrangère du Mexique, il a été continuellement revendiqué la défense de nos principes et du droit international. Ainsi, nous n'avons pas d'intérêt, à la place, nous avons des principes qui peuvent être qualifiés d'hypocrisie diplomatique. À long terme, cette malheureuse mise en œuvre des principes sape n'importe quel appui à toute réelle politique étrangère (avec des coûts, des conséquences et des avantages) et confère au pays une aura arrogante sur la scène internationale. »